# 姫宮ユイゴ
姫宮 ユイゴ（ひめみや ゆいご、10月31日 - ）は、「なかよし」の漫画家。埼玉県出身。O型。
2004年、『コノ、ムネノウチ。』でなかよし新人まんが賞準入選を受賞し、「なかよしラブリー」春の号でデビュー。同期はさくや一歩、ひのもとめぐ。

## 作品リスト
- コノ、ムネノウチ。（デビュー作）
- モテ期がやってきた!
- バスルーム・シスターズ

| スタブアイコン | サブスタブ | この項目は、まだ閲覧者の調べものの参照としては役立たない、漫画家・漫画原作者に関連した書きかけの項目です。この項目を加筆・訂正などしてくださる協力者を求めています（P:漫画/PJ:漫画家）。 |